# マラウイ

マラウイ共和国
Dziko la Malaŵi （チェワ語）
Republic of Malawi （英語）

国の標語：Unity and Freedom
 （英語: 統一と自由）
国歌：Mlungu dalitsani Malaŵi（チェワ語）
おお、神よ、マラウイに祝福を

マラウイ共和国（マラウイきょうわこく）、通称マラウイは、アフリカ大陸南東部に位置する共和制国家。イギリス連邦加盟国のひとつ。旧称ニヤサランド。首都はリロングウェである。北・北西はタンザニア、東・南・南西はモザンビーク、西はザンビアと国境を接している。

## 概要
マラウイはアフリカ大地溝帯に位置する内陸国で、マラウイ湖の西岸にあり、東西の幅は90 - 161km、南北の長さは900kmと南北に細長い形をしている。国土はほとんど高原上にあり、マラウイ湖が国土の大きな面積を占める。国民はチェワ族が主流となっている。
アフリカではボツワナと共に独立以来対外戦争や内戦を経験していない国であり、「アフリカの温かい心（The Warm Heart of Africa）」という別称を持つ。

## 国名
正式名称は、チェワ語で、Dziko la Malaŵi。
英語ではRepublic of Malawi（リパブリック・オブ・マラウィ）。通称はMalawi。
日本語の表記は、マラウイ共和国。マラウイはチェワ語で「炎」を意味する。

## 歴史
かつてこの地にはサン人が居住していたが、15世紀にチェワ族を中心とするバントゥー系の複数の部族が連合してマラヴィ（Maravi）と呼ばれるようになり、マラビ帝国（マラヴィ帝国、マラウィ帝国とも）が建国された。マラビ帝国はモザンビーク方面から到来したポルトガル人やスワヒリ都市のアラブ人との交易を行いながら、19世紀末までこの地を統治した。

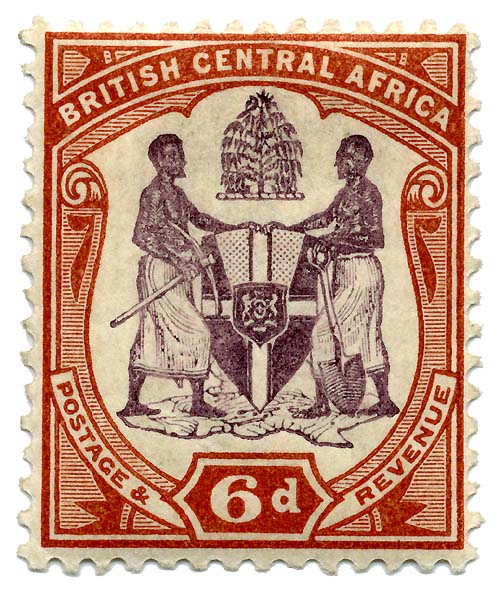
イギリス中央アフリカ保護領の切手（1897年）

スコットからの強力なキリスト教宣教活動による結果、1891年にイギリスの保護領となり、1893年にイギリス中央アフリカ保護領（1893年 - 1907年）と改称されたのち1907年にニヤサランド保護領（1907年 - 1953年）となった。1915年には牧師のジョン・チレンブウェが反乱を起こすものの鎮圧されたが、この反乱はマラウイで植民地支配への抵抗の象徴とされ、マラウイ・クワチャ紙幣にはチレンブウェの肖像が使用されている。
第二次世界大戦後、1953年に北ローデシア（現ザンビア）、南ローデシア（現ジンバブエ）、ニヤサランドをあわせたローデシア・ニヤサランド連邦（イギリス領中央アフリカ連邦、CAF、1953年 - 1963年）が成立した。これは、地下資源の豊富な北ローデシア、製造業が盛んな南ローデシアと、黒人労働力の供給先であるニヤサランドを結びつけて経済発展を図った白人入植者（アングロアフリカン）の策であった。しかし、1958年11月23日の全アフリカ人民会議（AAPC）に出席したバンダをはじめとした急進派の独立運動がアフリカ各地で高揚した。ニヤサランドでは1959年にローデシア・ニヤサランド連邦への反対運動を続けたバンダがグウェル（現ジンバブエ領内）に投獄されていて、いわゆる1960年の「アフリカの年」を迎える中で連邦分離の動きは止まらず、連邦の維持は困難になっていた。1962年には連邦内の自治権を獲得。同年には連邦離脱の権利を認めさせ、翌1963年にローデシア・ニヤサランド連邦は解体した。

### 独立
1964年7月6日にニヤサランドはイギリス連邦内の英連邦王国の形式で独立、国際連合にも加盟した。初代大統領はヘイスティングズ・カムズ・バンダ。バンダは民主化がなされた1994年まで大統領職にあった。バンダは就任後すぐに独裁傾向を強め、1966年にマラウイはマラウイ会議党 (MCP) による一党制国家になり、1970年にはバンダは終身大統領の座についた。外交的には、経済発展の必要性から、マラウイ国民の主要な出稼ぎ先であったアパルトヘイト時代の南アフリカ共和国とも外交関係を維持した。ほかにも、アフリカにおける植民地帝国を維持しようとしていたポルトガルとも連携してモザンビーク経由で沿岸部との繋がりを持とうとするなど、アフリカ南部の白人政権への接近がみられた。そのため、首都改造や鉄道網整備に際して、南アフリカ共和国から経済支援を受けた。また、この時代には反共の観点から台湾（中華民国）との友好関係が保たれた。
1992年になるとバンダの圧政に対し国内の反発が強くなり、1993年の国民投票で複数政党制が認められ、民主的に行われた1994年の選挙では統一民主戦線のバキリ・ムルジが大統領に当選した。
2004年の選挙では同じ統一民主戦線のビング・ワ・ムタリカが大統領に当選。ムタリカは、2005年に民主進歩党（DPP）を旗揚げし、2009年に再選されたが、2012年4月5日に急死した。4月7日に副大統領で民主進歩党から除名されて人民党を立ち上げていたジョイス・バンダが憲法の規定により大統領に昇格し、マラウイ初の女性大統領となった。しかし、2014年5月20日に実施された2014年の選挙で、ビング・ワ・ムタリカ元大統領の実弟で、民主進歩党のピーター・ムタリカが当選して第5代大統領に就任した。2019年の大統領選ではムタリカ大統領が再選されたが僅差での勝利となり、野党が選挙不正を訴え抗議する事態となった。

## 政治

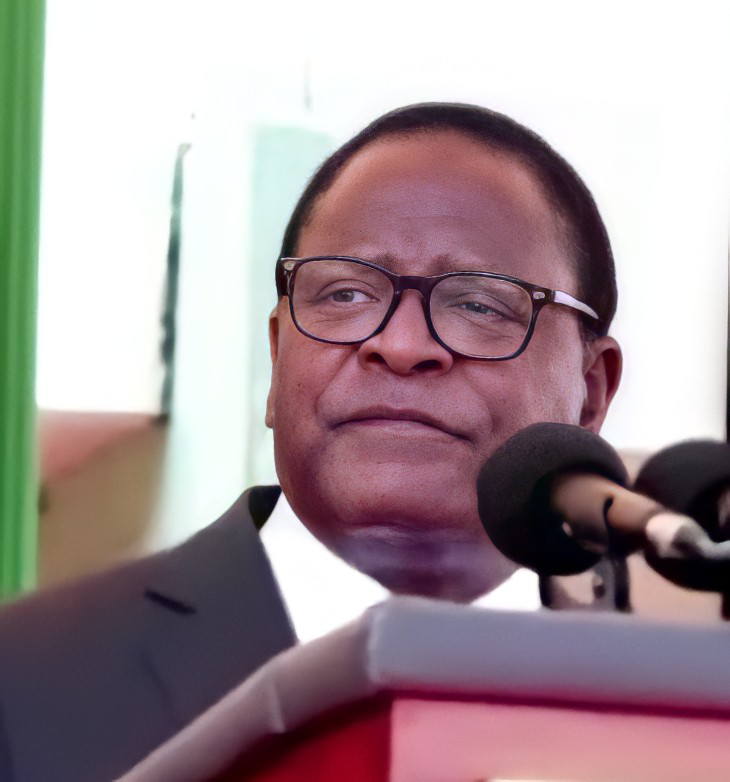
第5代大統領ラツルス・チャクウェラ

マラウイは共和制、大統領制を採る立憲国家である。現行憲法は1995年5月18日に公布されたもの。

### 行政
国家元首である大統領は、国民の直接選挙により選出される。任期は5年。3選は禁止。閣僚は大統領により任命される。首相職は1966年に廃止された。

### 立法
立法府は一院制で、正式名称は国民議会。定数は193で、議員は国民の直接選挙により選出される。議員の任期は5年である。

### 政党
1994年から複数政党制が認められており、旧一党支配政党でありチェワ族主体で中部に地盤を持つマラウイ会議党（MCP）のほか、ピーター・ムタリカ前大統領が率いる自由主義政党の民主進歩党（DPP）、ヤオ族主体で南部に地盤を持ちムタリカ前大統領が2005年にDPPを設立するまで所属していた統一民主戦線（UDF）、ジョイス・バンダ元大統領が率いる人民党、共和党（RP）を中心とする政党連合ムグウイリザノ連合（MC）などが活動している。

### 司法
イングランド法を基に、最高裁判所、憲法裁判所と治安判事裁判所から構成される。2020年には昨年の総選挙結果を覆した5人の憲法裁判所判事にチャタムハウス賞が授与されている。2014年以降は各地方裁判所と地区控訴地方裁判所は弁護士である必要はなく、高度な教育水準、英語の習熟度、慣習法と裁判所が奉仕する地域の言語の十分な知識を持つ長官によって、裁かれるようになった。

## 国際関係
マラウイは独立後、南アフリカ共和国との経済関係を重視する立場から、ブラックアフリカでは例外的に南アフリカのアパルトヘイト政権と友好関係を築き、白人国家ローデシアや1975年までアフリカ植民地から撤退しなかったポルトガルとも同様に友好関係を結んでいた。
また、親西側政策から1966年から台湾（中華民国）と外交関係を有していたが、2007年末に断交し、中華人民共和国と国交を樹立した。

### 日本との関係
日本はマラウイを独立と同時に承認し、現在では相互に大使館を開設している。
- 在留日本人数 - 99名（2021年10月）[14]
- 在日マラウイ人数 - 132名（2021年）[14]

## 軍事

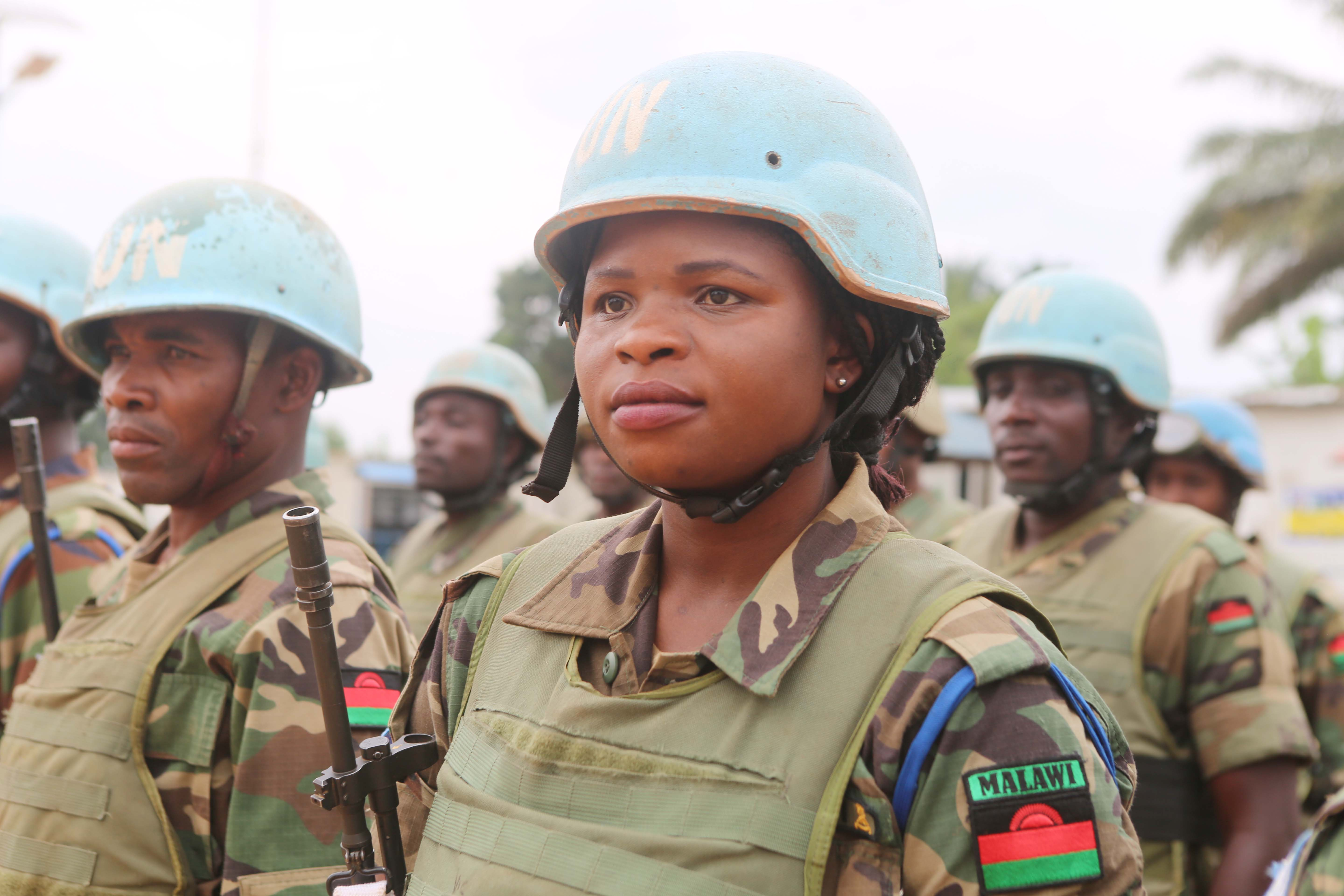
マラウイ軍の女性兵士

マラウイ軍は陸軍、海軍、空軍の三軍から構成され、総人員は約5,300人である。兵制は志願制を採用している。2000年度の軍事予算は950万ドルでGDPの0.76%である。

## 地理

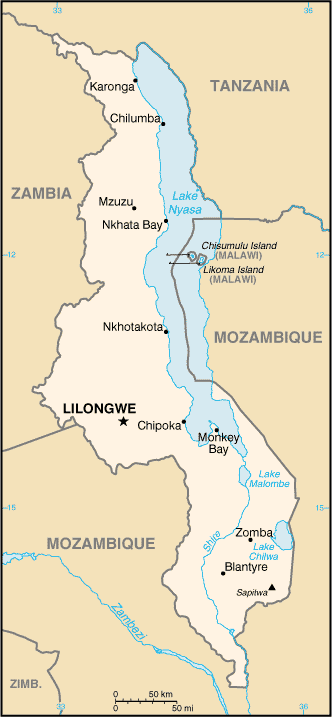
マラウイの地図

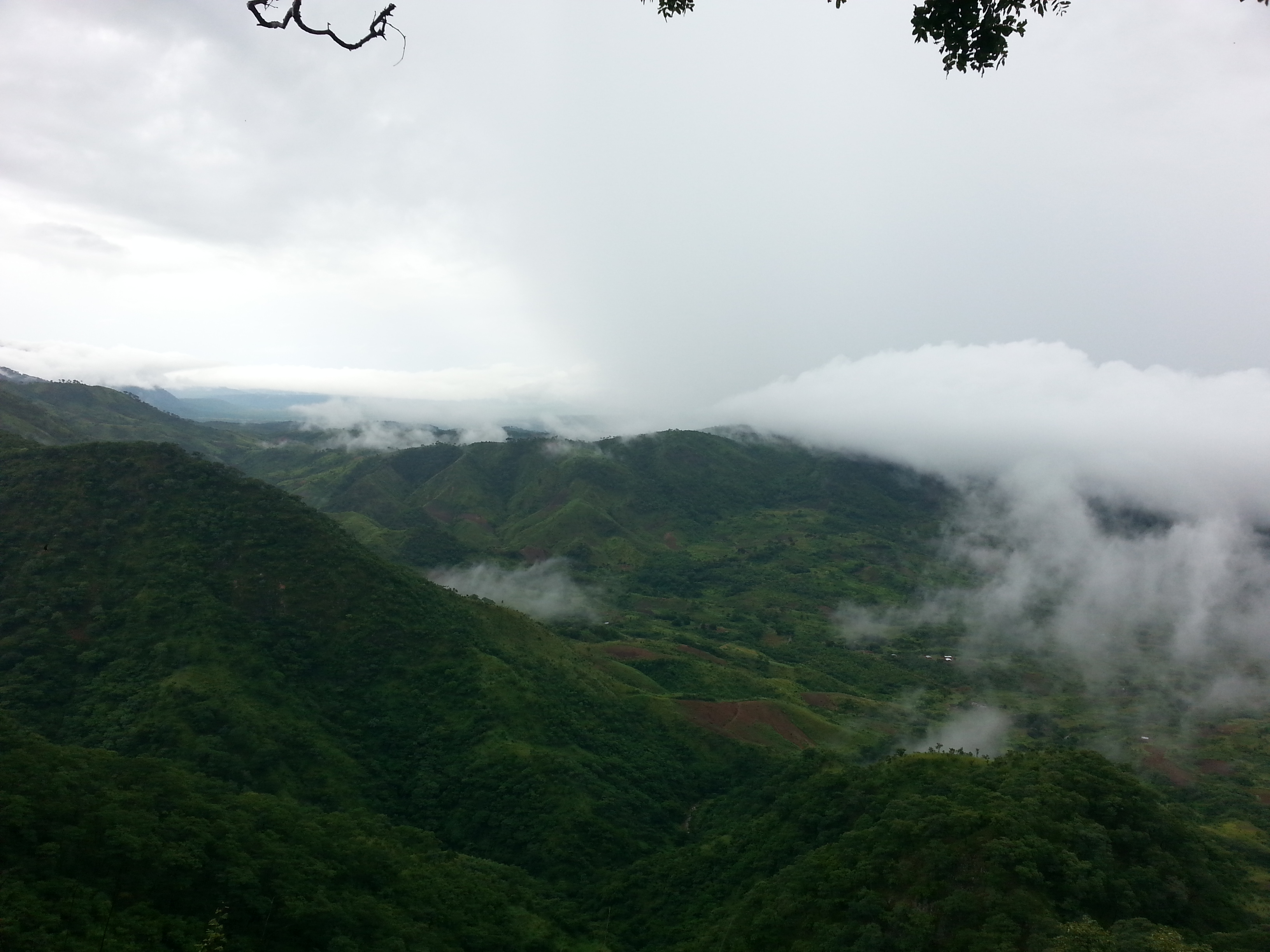
マラウイ北部に存在する山々。画像は雨季の様子を撮影したもの

マラウイの面積は約11.8万km2、11万8484km2であり、ほぼ北海道と九州をあわせた面積に相当する。国土の北部はほとんど高原となっているが、マラウイ湖沿岸は北部台地からはかなり標高が低くなっている。南部は標高が低く、マラウイ湖から流れ出したシーレ川が流れる。マラウイ湖の面積が国土の20%以上を占めており、国土の5分の1が湖や川などの水域である。マラウイ湖南方の大きな湖としてはマロンベ湖が、さらにその南東のモザンビークとの国境地帯にはチウタ湖とチルワ湖がある。チルワ湖はほかの湖と比べ非常に浅いが魚影が濃く、マラウイ全体の漁獲量の20％から30％を占める大漁場となっている。ただし浅いために水位が変動しやすく、2018年には旱魃によって水位が大幅に低下した。同国には、5つの国立公園と4つの野生生物保護区があり、その他には2つの保護区が存在している。2019年時点での森林景観保全指数の平均値は5.74/10であり、172ヶ国中で96位に挙げられている。
気候は、高原となっている北部・中部は温帯夏雨気候(Cw）であり、南部の低地は熱帯モンスーン気候に属する。5月から10月までが乾季、11月から4月までが雨季である。降水量は全般に多く、高原部では2000ミリ以上降るところもあり、最も降水量の少ない南部の低地においても800ミリ程度の降水量はある。気温もさほど激しいものではなく、首都リロングウェの気温は夏が17度～29度、冬が7度～23度くらいとなっている。

### 生態系

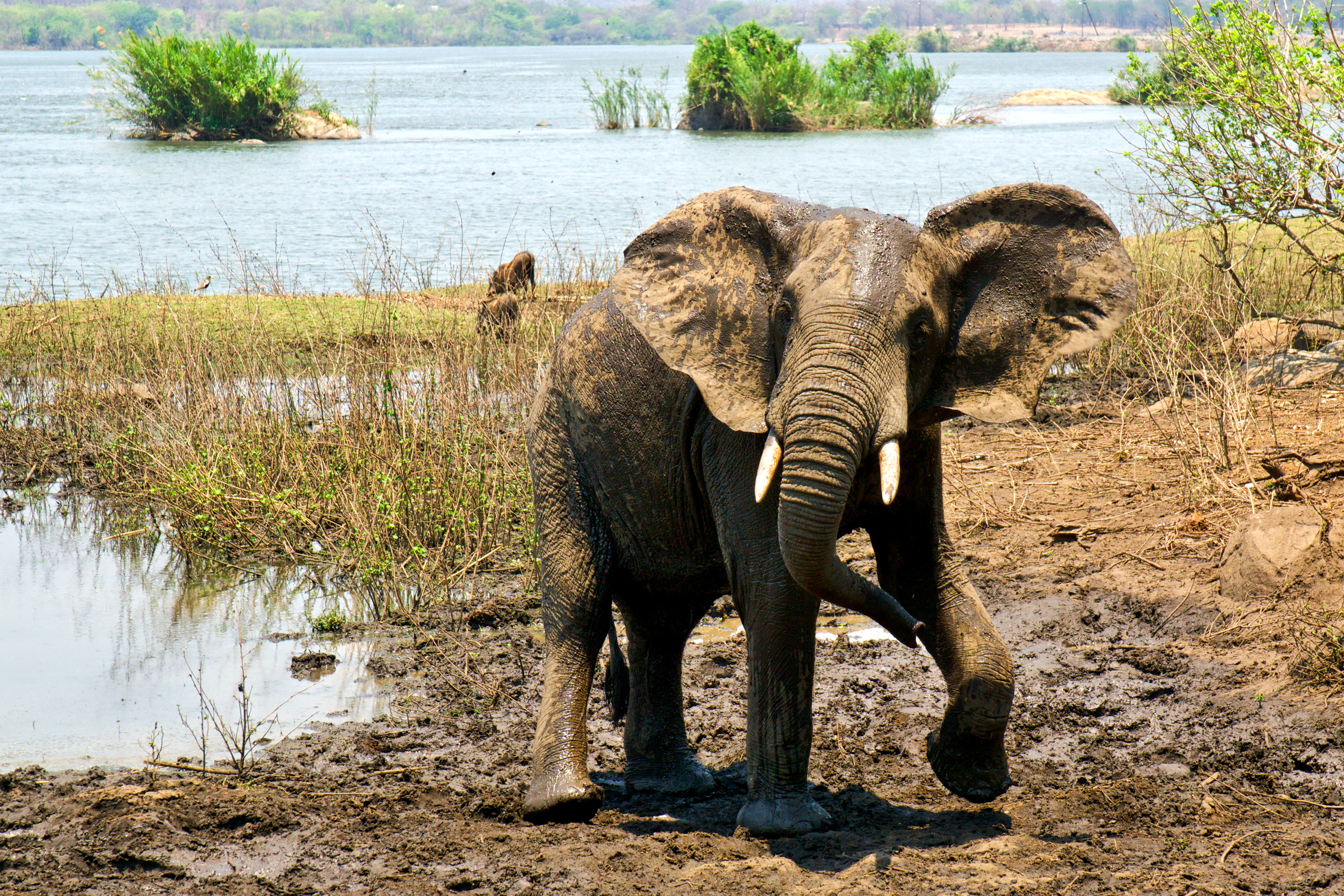
マジェテ動物保護区に生息するアフリカゾウ

マラウイ国内では約187種の哺乳類の生息が確認されている。湖や川には約500種の魚類が生息しており、その多くは固有種である。また鳥類は約648種の存在が記録されている。

### マラウイ湖

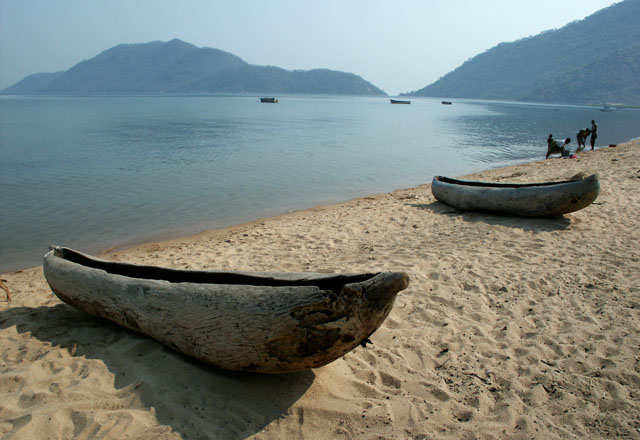
マラウイ湖の湖岸

マラウイ湖の南北の総延長は約560kmあるが、幅は75km位しかない。面積はほぼ2万9500km2で、九州島の面積の約80パーセントに当たる。最大水深は706m。湖は大切な漁獲資源を得る場であり、観光資源でもある。500種以上の魚類が生息している。漁業も盛んであり、シクリッド科に属するチャンボという白身魚が特産となっているほか、様々な魚が水揚げされる。その他、湖にはカワウソ、ワニ、カバといった動物や様々な色鮮やかな鳥も生息している。マラウイ湖国立公園は、ユネスコの指定する世界遺産の一つである。

## 地方行政区分
北部州、中部州、南部州の3つの州(Region)に分かれており、その下にさらに28の県（District）がある。
北部州は、チティパ(Chitipa)、カロンガ(Karonga)、ルンピ(Runphi)、ムジンバ(Mzimba)、カタベイ(Nkhata Bay)、リコマ(Likoma)の6県に分かれている。
中部州は、カスング(Kasungu)、ンチシ(Ntchisi)、ドーワ(Dowa)、ムチンジ(Mchinji)、コタコタ(Nkhotakota)、サリマ(Salima)、リロングウェ(Lilongwe)、デッザ(Dedza)、ンチェウ(Ntcheu)の9県に分かれている。
南部州は、マンゴチ(Mangochi)、バラカ(Balaka)、マチンガ(Machinga)、ゾンバ(Zomba)、チラズル(Chiradzulu)、ムワンザ(Mwanza)、チョロ(Tyolo)、ムランジェ(Mulanje)、パロンベ(Phalombe)、チクワワ(Chikwawa)、ンサンジェ(Nsanje)、ブランタイヤ(Blantyre)、ネノ(Neno)の13県に分かれている。

### 主要都市
マラウイ最大の都市は中部にある首都のリロングウェ (Lilongwe)であり、人口は約98万人(2014年）である。リロングウェは独立以前は地方都市に過ぎなかったが、1975年に南部のゾンバから遷都されたのち急速に人口が増大し、2000年代中盤にブランタイヤを抜いて国内最大の都市となった。産業はそれほど存在せず、政治の中心としての性格が強い都市である。これに次ぐのが南部のブランタイヤ (Blantyre)であり、人口は66万人(2008年）を数える。政治のリロングウェに対してブランタイヤは経済の中心であり、盛んな商業のほか、食品や醸造などの工業も立地している。
マラウイの都市人口はリロングウェとブランタイヤの二大都市が突出しており、それ以外の都市ははるかに小さな規模にとどまっている。第三都市であるムズズ (Mzuzu) は北部の中心地であるが、人口は13万人(2008年）に過ぎない。これに次ぐのが南部にあるマラウイ第4の都市ゾンバ (Zomba) であり、人口は9万人(2008年）である。ゾンバは高原上にあって風光明媚な風景と冷涼な気候を持ち、イギリス植民地時代には植民地の首都がおかれた。独立後も引き続き1975年まで首都が置かれ、遷都後もマラウイ大学の本部が置かれる文教都市となっている。
このほか主要な町 (Township)として、以下の町がある。
- 北部：カロンガ (Karonga)
- 中部：カスング (Kasungu)、サリマ (Salima)、デッザ (Dedza)
- 南部：バラカ (Balaka)、リウォンデ (Liwonde)、マンゴチ (Mangochi)

## 経済

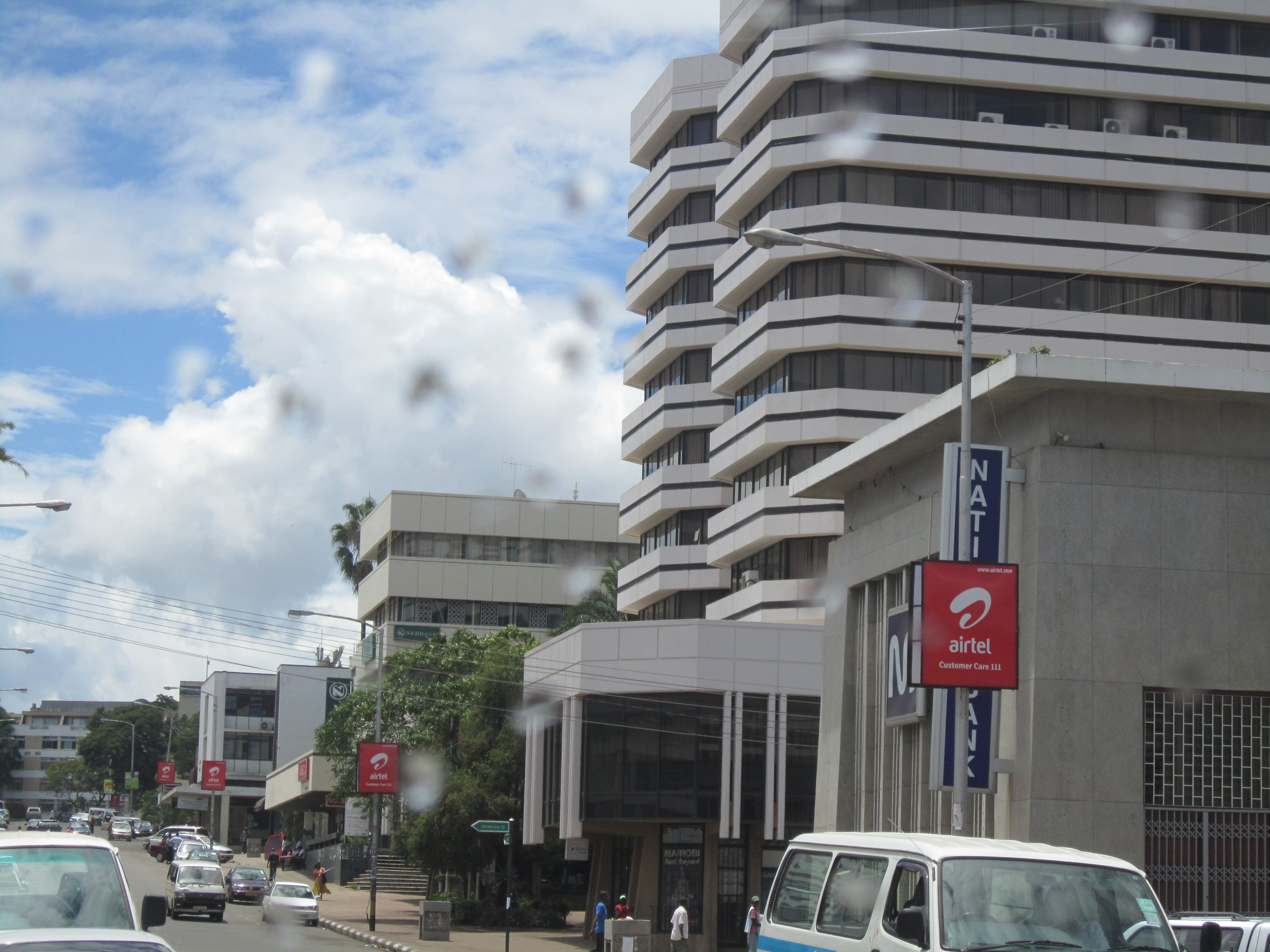
マラウイの経済の中心であるブランタイヤ市

リロングウェの工芸品市場

通貨はマラウイ・クワチャ（クワチャ、クワッチャ、kwacha,Mkw,M.K）。補助通貨としてタンバラが存在し、1マラウイ・クワチャ＝100タンバラである。また、中央銀行はマラウイ準備銀行である。2006年には世界銀行の統計によれば8%台の経済成長を遂げたが、依然として世界最貧国の一つである。世界銀行によると、2014年の1人当たり国民所得は250米ドルで、世界最下位である(2023年には640米ドルまで上昇したが、この年のデータのある国では依然下から8番目である）。

### 産業
主要産業は農業であり、人口の84.5%(1998年）が第一次産業に従事しているが、ほとんどが天水農業であるために生産性が低く、また気候変動に収穫が大きく左右される。主な作物としてはトウモロコシ、サツマイモ（世界生産量2位の6.4%、2019年）が全土で広く栽培されるが、自給作物としての性格が強い。商品作物として最も有力なものは葉タバコで、2013年には総輸出の46.6%を占める最大輸出品となっていた。このほか商品作物としては、砂糖(総輸出の9.5%、2013年）、茶(総輸出の7.1%、2013年）、落花生(総輸出の5.0%、2013年）などが生産されている。主力作物のタバコに頼る率が高い上に禁煙運動などによって先行きに不安があるため、商品作物の多角化が進められ、マカダミアナッツなどいくつかの小規模な輸出作物が開発された。マカダミアナッツは日本向け輸出の50.4％(2014年）を占めており、42.5％を占める葉たばことともに日本向けの主力商品となっている。ただし対日貿易はマラウイからの輸出が輸入の3分の1以下であり、マラウイの大幅な貿易赤字となっている。可耕地の多くが農地とされているため牧畜はあまり行われていない。
一方でマラウイは鉱産資源に恵まれていない。わずかに石灰石と少量の石炭が採掘されているのみである。2009年には北部カエレケラでウラン鉱山が開発され、2013年には総輸出の11.3％を占めるまでに成長したものの、2014年に価格低迷によって休山に追い込まれた。
マラウイは雨量が多いため豊かな森林も広がっていたが、農地の開墾や燃料（薪炭）用の伐採などによって速いテンポで森林減少が続いている。

上で述べるように降水量は少なくはないが年較差が激しく、灌漑設備も整っていないため旱魃に見舞われやすい。2005年には旱魃などのため収穫量が激減し、国際連合世界食糧計画などが援助を行った。2005年10月、ムタリカ大統領は食糧危機に対し緊急宣言を行った。2016年にも旱魃に襲われ、大きな被害を出した。
傍ら洪水に見舞われることも少なくなく、2019年には主に南部で100万人近くが被災する大規模な水害がおきた。

### インフラ整備
90%の地域には未だ電気が通っていない。発電はシーレ川などマラウイ湖の流出・流入河川における水力発電に依存しており、2012年には発電量の89.1％が水力発電によって占められた。このため、特に乾季は電力不足や停電が深刻である。
2001年にウィリアム・カムクワンバが独力で発電用の風車を完成させたことは、マラウイ中、さらには全世界から強い関心を集め、自伝である「風をつかまえた少年」は2018年には映画化され、2019年には日本でも公開された。

## 交通
社会基盤となる交通の整備は未だ不十分な状態である。

### 道路
幹線道路の舗装率は約50％となっている。長距離移動では、主要都市を拠点として長距離バスが各地を結んでおり、国外主要都市に向かうバスもある。近距離で市民の足として広く利用されているのはミニバスである。

### 鉄道
鉄道の路線は北部域へ通じておらず、中南部のみとなっている。鉄道はザンビア国境のムチンジから、首都リロングウェやマラウイ湖畔のサリマ、ブランタイヤ市を通って国土南端のンサンジェからモザンビークのベイラ港へ抜けるルートと、途中のンカヤから東部国境のナユチへと通じ、モザンビークのナカラ港へ抜ける路線が存在する。対外貿易のメインルートはモザンビーク経由であったが、1980年代のモザンビーク内戦によってこのルートが絶たれ、道路を利用したザンビア経由へと移行した。1990年代初頭にモザンビークで和平が成立した後、同国経由ルートは再び活況を取り戻した。このほか、タンザニアのダルエスサラームから同国南部のムベヤまでタンザン鉄道で物資を運び、そこからトラックでマラウイ北部へ入る輸送ルートも多用され、ムベヤにはマラウイ向けの物資を保管するマラウィ・デポと呼ばれる倉庫が置かれている。

### 空港
空運は、リロングウェのリロングウェ国際空港とブランタイヤのチレカ国際空港の2つの国際空港が存在し、そのほかムズズ空港など小規模な空港がいくつか存在する。

## 国民

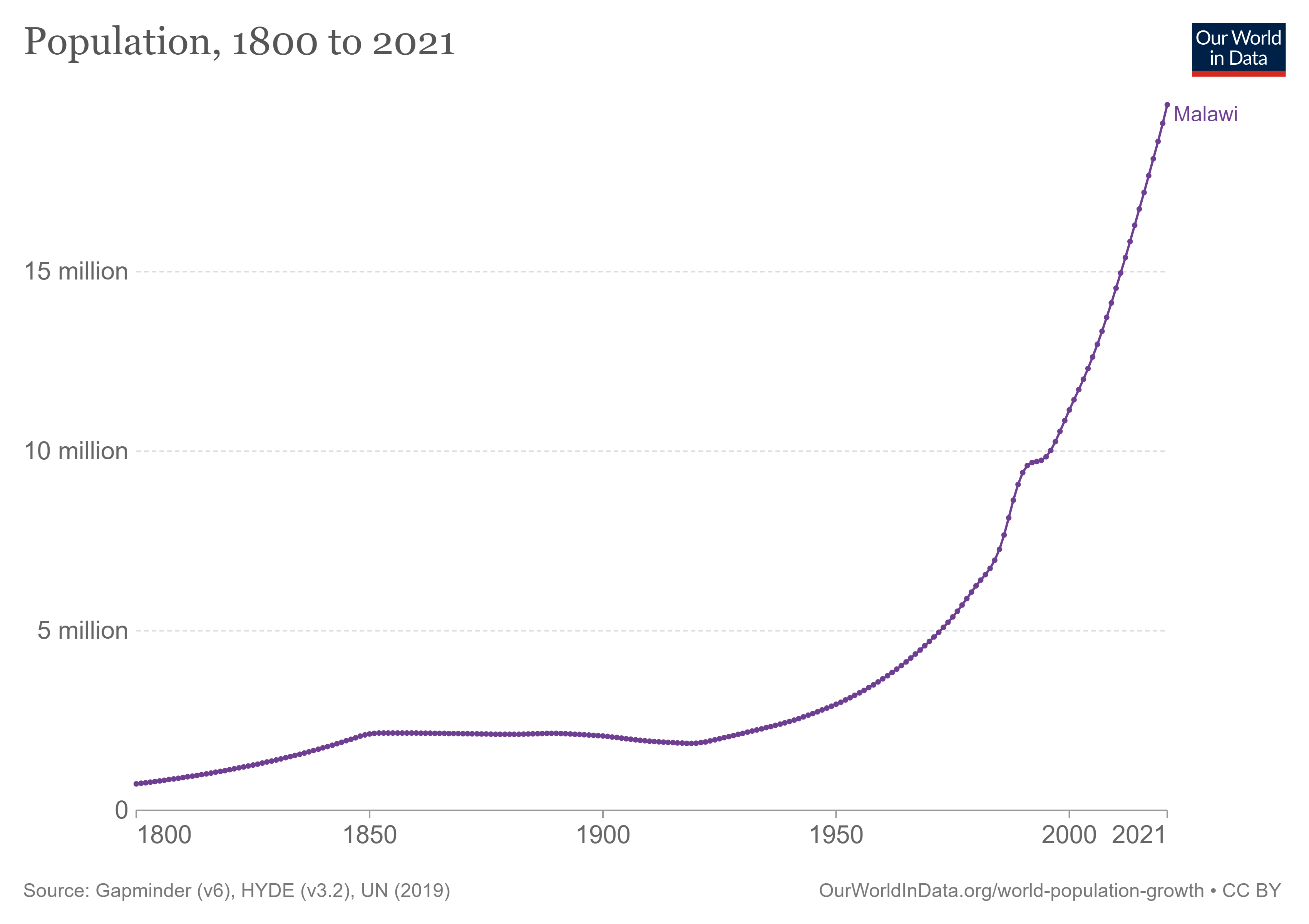
FAOによる1961年から2003年までのマラウイの人口動態グラフ。

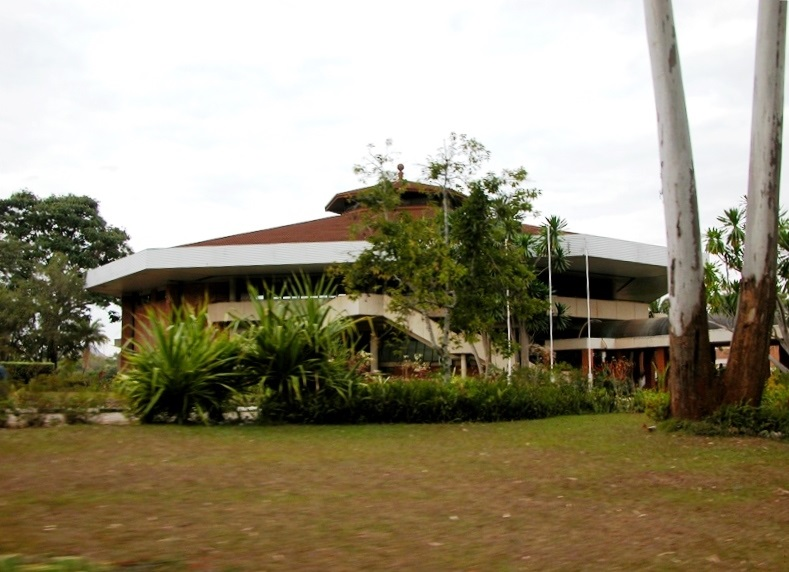
マラウイ大学チャンセラー校の校舎。

### 人口
マラウイの人口は急増を続けている。独立直前、1962年の人口は295万人だったが、1994年には995万人となり、2015年には1730万人となった。この地域は植民地化以前から人口が多く、ニヤサランド植民地時代はローデシアや南アフリカへの労働力供給地となっていて、多くの人々がこれら近隣諸国へ出稼ぎを行っていた。人口密度は中南部が非常に高いが、北部ではやや低い。

### 民族
マラウイ最大の民族集団はチェワ族であり、総人口の32.6％(2008年）を占める。そのほか、トゥンブーカ族（トゥンブカ族）、ンゴニ族（アンゴニ族）、ヤオ族、ニャンジャ族、チポカ族、トンガ族、アマゴロゴロ族、ンセンガ族、ズールー族、コーサ族、スワジ族、ンデベレ族などが存在する。マラウィ内には40程度の民族集団が存在するといわれるが、それぞれの民族集団の輪郭は曖昧である。

### 言語
国語はチェワ語であり、英語も公用語となっている。その他にも、チェワ語はほぼ同じ言語であるニャンジャ語と合わせると人口の半数以上の母語となっており、主に中南部で広く使用される。このほか、北部で広く使用されるトゥンブカ語（トゥンブーカ語）をはじめ、トンガ語、ヤオ語、マラウイ・ロムウェ語（ロムウェ語）、Kokola（マクア語）、マラウイ・セナ語（セナ語）、ランブヤ語、ンコンデ語（ニャキュサ語）、ニイカ語、その他諸部族語が話され、少数だがフランス語、スワヒリ語を話す人々も存在する。

### 婚姻
マラウイにおいては、婚姻時に改姓する法的な必要はない。とくに北部においては伝統的に改姓しない(夫婦別姓)。

### 宗教
1998年のセンサスによれば、国民の79.9%がキリスト教、12.8%がイスラーム、その他が3%、無宗教が4.8%である。キリスト教はカトリックよりもプロテスタント各派のほうが多い。マラウイのイスラームにおいてはムスリムはマラウイ湖畔や北部に比較的多い。

### 教育
2003年の推計によれば、15歳以上の国民の識字率は62.7%（男性：76.1%、女性：49.8%）である。2003年にはGDPの5.8%が教育費に支出された。教育制度は小学校8年・中等学校4年・大学4年の8・4・4制である。義務教育制度は存在しないが、小学校の授業料は無料である。この無料化は1994年に実施されたが、これによって就学率こそ向上したものの、財源や人材の不足などによって教育の質が低下し、学力の低下などが問題となっている。
主な高等教育機関としては1964年に南部のゾンバに設立された総合大学であるマラウイ大学があるほか、1999年には教員養成用の単科大学として北部のムズズにムズズ大学が設立された。

### 保健
国民の健康状態は良好ではなく、HIV/AIDSが蔓延しているために平均余命も52.9歳である。2007年のHIV感染者は約930,000人であり、感染率は11.9%である。マラリアの患者も非常に多く、人口の3分の1以上に当たる600万人が毎年マラリアに罹患しているとされる。またマラウイ湖はビルハルツ住血吸虫に汚染されているため遊泳は危険である。

## 治安
マラウイの治安は他のアフリカ諸国に比べると比較的安定している方であるが、日本と比べると確実に安全性が高いとはいえない。犯罪の大半は、窃盗、ひったくり、建造物侵入などの軽犯罪が主体となっている。しかしながら近年は、国内の収入格差の広がりによる貧困層の増加、近隣諸国からの不法滞在者が銃器と供に流入している点から、犯罪の手口が凶悪化かつ組織化しているケースも見受けられるようになっている面がある。
首都リロングウェや南部の商業都市であるブランタイヤにおける犯罪は、複数の強盗団による建物侵入事案が主流となっており、電気会社や警察を装う、警備員が犯罪者を手引きする、集団で住居に侵入するなどのケースが報告されている。
また、慢性的な電力不足から街灯は消灯していることが多く、道路に置き石をして停車させ、車両を襲撃するなどの事案が発生しているために、夜間の外出には十分な注意が必要とされている。

### 人権
2024年、警察が金を盗んだ少年を拘束。両手をゴムバンドで縛って勾留したため、後日、両手を切断せざるを得ない傷を負う事案が発生した。

## マスコミ
マラウイでは携帯電話の所持率は10%弱である。インターネット普及率も低く、通信環境に恵まれていない面が強い。

## 文化

### 食文化
マラウイ人の多くは、シマと呼ばれるトウモロコシ粉を湯で練って作ったものを主食として食べる。多くの場合、魚・牛肉・鶏肉や調理された野菜を副菜にして一緒に食べる。米やキャッサバ粉から作られた食物なども好んで食べる。また、畑などに現れるネズミもよく食べる。マラウイではネズミはポピュラーな食糧で、よく市場で売られているという。

### 文学
マラウイを代表する作家にはレグソン・カイラが挙げられる。

### 音楽

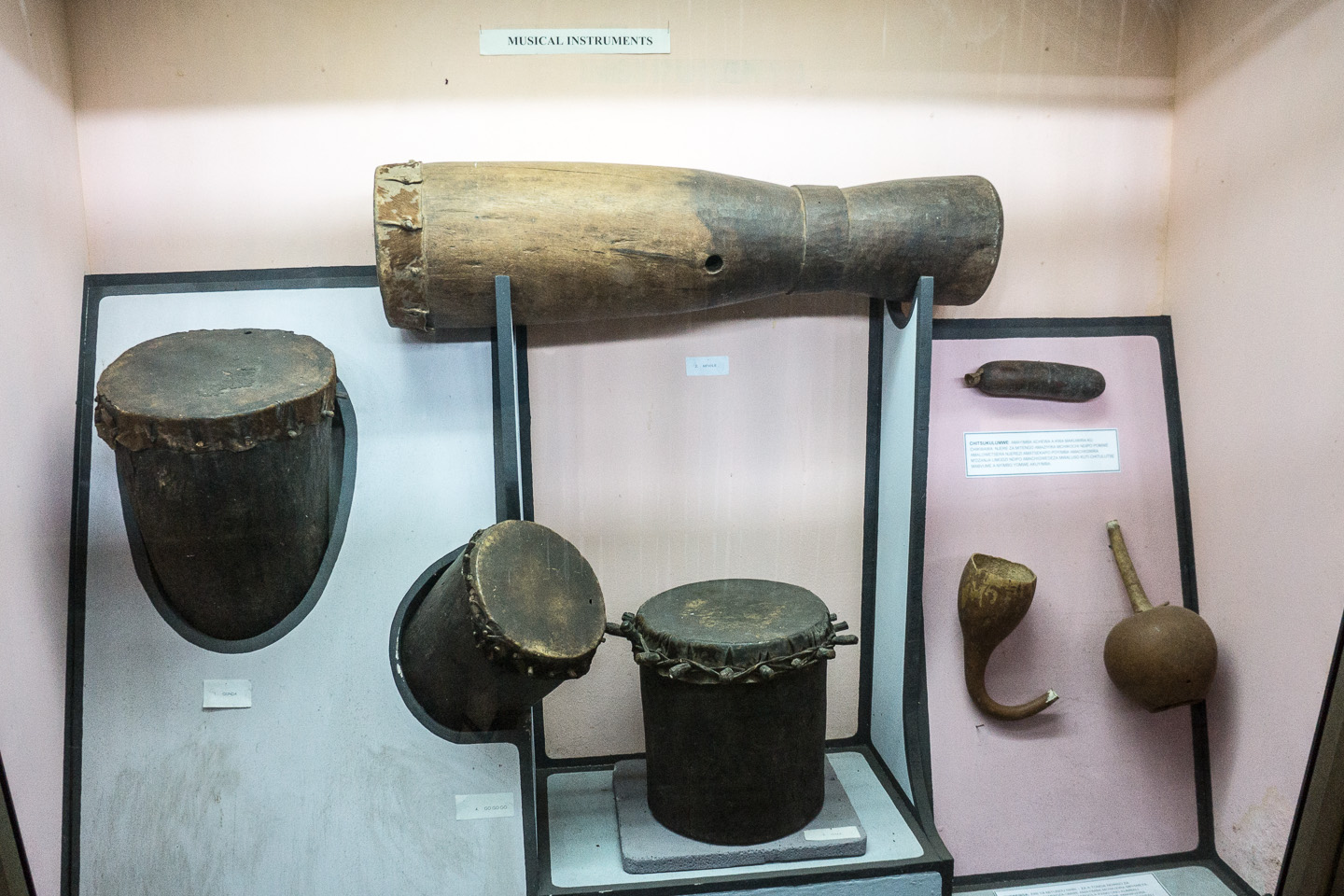
マラウイの伝統的な楽器

マラウイにおける音楽文化は、歴史的に英国とアメリカの音楽文化からの影響を受けている面がある。

### 世界遺産
マラウイ共和国内には、ユネスコの世界遺産リストに登録された文化遺産が1件、自然遺産が1件存在する。

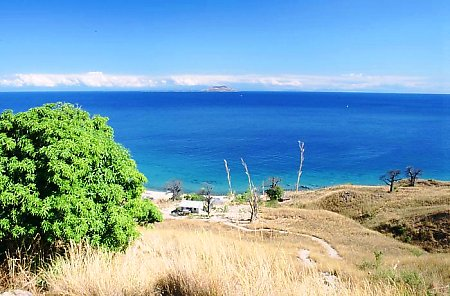
マラウイ湖国立公園 - (1984年、自然遺産)
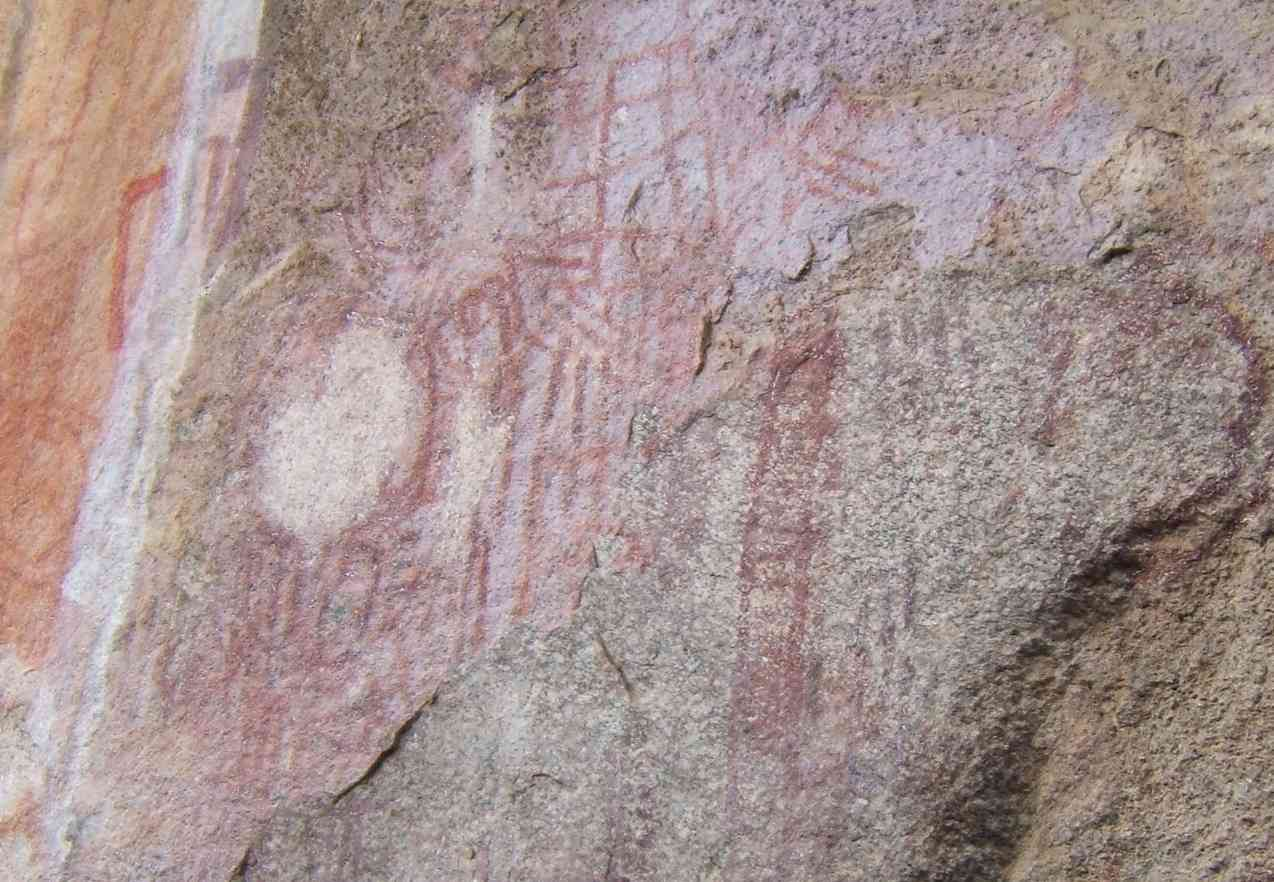
チョンゴニの岩絵地域 - (2006年、文化遺産)

### 祝祭日
| 日付                          | 日本語表記                 | 現地語表記 | 備考 |
| ----------------------------- | -------------------------- | ---------- | --- |
| 1月1日                        | 元日                       |            | |
| 1月15日                       | ジョン・チレンブウェ記念日 |            | バプテストの牧師兼教育者であったジョン・チレンブウェを称えて制定された。 チレンブウェは第一次世界大戦においての強制労働と当時のアフリカの関与に抗議して1914年～1915年に最初の国民主義者の蜂起を主導した人物である。 |
| 3月3日（3月4日交互）          | 殉教者の日                 |            | イギリスの植民地主義との闘いで戦死した政治的英雄を称える日である。 |
| 3月から5月、年により移動      | 復活祭                     |            | 前日に聖金曜日を祝い、終了後にはイースターマンデーを祝う。 |
| 5月1日（5月2日または3日交互） | 労働者の日                 |            | メーデーに該当する。 |
| 5月14日                       | カムズ・バンダ記念日       |            | 同国の初代大統領であるヘイスティングズ・カムズ・バンダの誕生日を記念したものである。 |
| 7月6日                        | 独立記念日                 |            | 1966年のイギリスからの独立を記念したもの。 |
| 10月15日                      | 母の日                     |            | この休日は、世界農山漁村女性の日ともなっている。 |
| 12月25日                      | クリスマス                 |            | |
| 12月26日                      | ボクシングデー             |            | |
| ヒジュラ暦第10月              | シャウワール               |            | |

### スポーツ
サッカー
マラウイ国内でも他のアフリカ諸国同様に、サッカーが最も人気のスポーツとなっており、1986年にサッカーリーグのマラウイ・プレミアディビジョンが創設された。ニャサ・ビッグ・ブレットFCがリーグ最多14度の優勝に輝いている。サッカーマラウイ代表はFIFAワールドカップへの出場歴こそないものの、アフリカネイションズカップには3度出場しており、2021年大会では初めてグループリーグを突破しベスト16入りを果たした。
オリンピック

### 書籍
- 栗田和明、『マラウィを知るための45章』、明石書店、2004年。

### ウェブサイト
- JICA-国際協力機構 マラウイ基本情報
- 『マラウイ』 - コトバンク